# Scina latifrons
Scina latifrons är en kräftdjursart som beskrevs av Johann Georg Wagler 1926. Scina latifrons ingår i släktet Scina och familjen Scinidae. Inga underarter finns listade i Catalogue of Life.